# Almera
Almera este o companie producătoare de lactate din România.
Firma deține o fabrică în Bacău, cu o capacitate de producție de 60.000 de litri de lapte pe zi.
Compania livrează producția prin rețeaua proprie de distribuție sau prin parteneri în magazine alimentare, supermarketuri și hipermarketuri precum Metro, Bila, Carrefour, Spar sau Selgros.
Almera a fost înființată în 1996, cu sediul social la Galați, unde are și un punct de lucru, iar la Bacău se află unitatea de producție.
Număr de angajați în 2008: 200
Cifra de afaceri în 2007: 7,5 milioane euro